# Vladimirovka (Oblast' autonoma ebraica)
Vladimirovka (in lingua russa Владимировка) è un centro abitato dell'Oblast' autonoma ebraica, situato nello Smidovičskij rajon.